# Paralabrax
Paralabrax is een geslacht van straalvinnige vissen uit de familie van zaag- of zeebaarzen (Serranidae).

## Soorten
- Paralabrax albomaculatus (Jenyns, 1840)
- Paralabrax auroguttatus Walford, 1936
- Paralabrax callaensis Starks, 1906
- Paralabrax clathratus (Girard, 1854)
- Paralabrax dewegeri (Metzelaar, 1919
- Paralabrax humeralis (Valenciennes, 1828)
- Paralabrax loro Walford, 1936
- Paralabrax maculatofasciatus (Steindachner, 1868)
- Paralabrax nebulifer (Girard, 1854)
- Paralabrax semifasciatus (Guichenot, 1848)